# Martin Secker
Martin Secker (6 aprilie 1882 – 6 aprilie 1978), născut Percy Martin Secker Klingender, a fost un editor londonez care a publicat operele 
literare ale mai multor scriitori prestigioși printre care D. H. Lawrence, Thomas Mann, Norman Douglas, Henry James, Compton Mackenzie și George Orwell. El a început să publice chiar înainte de Primul Război Mondial.
Secker a locuit în Casa Bridgefoot Casa din Iver, Buckinghamshire.
În 1935, compania editorială a lui Secker, care era la acea dată în stare de faliment, a fuzionat cu compania deținută de Fredric Warburg și Roger Senhouse, fiind formată astfel o nouă companie denumită Secker & Warburg.